# Кретоне
Кретоне је насеље у Италији у округу Рим, региону Лацио.
Према процени из 2011. у насељу је живело 1120 становника. Насеље се налази на надморској висини од 150 м.